# Copa Studio
Copa Studio é um estúdio de animação brasileiro, fundado em 2009 no Rio de Janeiro. Produz desenhos animados para televisão aberta e por assinatura.

## Séries de Animação para TV e Filmes
- Tromba Trem - (2011 - 2017)
- Historietas Assombradas (para Crianças Malcriadas) - (2013-2016; co-produzida com a Glaz Entretenimento)
- Irmão do Jorel - (2014-presente)[3]
- As Microaventuras de Tito e Muda - (2018 - presente)[4]
- Tuiga - (2019 - presente; co-produzido com Zoo Moo)
- Gigablaster - (2019 - presente; co-produzido com Estricnina e Gloob)
- Ico Bit Zip - (2019 - presente; co-produzido com National Geographic Kids)
- Acorda, Carlo! - (2023- presente; co-produzido com Netflix)[5]
- Covi e Zizt - (2024- presente; co-produzido com Prime Video)
- Historietas Assombradas (para Crianças Malcriadas): O Filme - (2017; co-produzida com a Glaz Entretenimento)
- Tromba Trem: O Filme - (2022; co-produzido com RioFilme)